# Bondarcevomyces
Bondarcevomyces — рід грибів родини Tapinellaceae. Назва вперше опублікована 1999 року.

## Класифікація
До роду Bondarcevomyces відносять 1 вид:
- Bondarcevomyces taxi